# Маслов Володимир Андрійович
Володимир Андрійович Ма́слов (нар. 6 червня 1925, Богородськ) — радянський вчений в галузі технології коньячного виробництва. Доктор технічних наук з 1975 року, професор з 1978 року.

## Біографія
Народився 6 червня 1925 року в місті Богородську Московської області РРФСР (тепер Ногінськ, Росія). 1950 року закінчив Московський технологічний інститут. Працював завідувачем групою коньяків в Науково-дослідному інституті виноградарства і виноробства імені В. Є. Таїрова, у 1959—1963 роках завідувач лабораторією технології виноробства Краснодарського науково-дослідного інституту харчової промисловості, доцент, потім професор кафедри технології виноробства Всесоюзного заочного інституту харчової промисловості, з 1982 року професор кафедри Всесоюзного заочного інституту радянської торгівлі.

## Наукова діяльність
Наукова діяльність вченого пов'язана з виробництвом і спрямована на пошуки нової технології і апаратури для отримання коньячного спирту підвищеної якості. Ним розроблений ряд конструкцій періодичних і непреривнодіючих установок для отримання коньячного спирту. Автор понад 130 наукових робіт і 20 винаходів. Серед робіт:
- Процессы и перегонные аппараты в коньячном производстве. — Москва, 1961;
- Новое в производстве коньячного спирта. — Москва, 1964;
- Совершенствование технологии получения коньячного спирта на аппаратах периодического действия. — Виноделие и виноградарство СНГ 1984, № 8 (у співавторстві).